# Oracle Solaris Studio
Oracle Solaris Studio (OSS, раніше Sun Studio) — пакет для розробки програм, включаючи компілятори для мов програмування Сі, C++ та Фортран та інтегроване середовище розробки програм, розроблена компанією Sun Microsystems та згодом Oracle для Solaris і Linux. В OSS включені засоби збірки, зневадження, профілювання та аналізу багатонитевих застосунків.
Раніше Oracle Solaris Studio називалася Sun Workshop, Forte Developer, Sun ONE Studio і була доступна тільки на платформі Sun Solaris. Зараз Oracle Solaris Studio доступна також для OpenSolaris і дистрибутивів на її основі, є також версія і для Linux. Після придбання Sun корпорацією Oracle продукт змінив назву з Sun Studio на Oracle Solaris Studio.
Solaris Studio поставляється під спеціальною ліцензією, яка передбачає безоплатне розповсюдження, у тому числі і для розробки комерційних проектів. Установчий пакет займає близько 400 Мб і доступний для Solaris і Oracle Linux/RHEL.

## Компоненти
Oracle Solaris Studio складається з таких частин:
- Набір компіляторів (Compiler Suite):
  - Компілятори C/C++ з набором можливостей, які роблять їх сумісними з відкритим GNU GCC;
  - Компілятор мови Fortran, сумісний зі стандартами Fortran 77, Fortran 90 і Fortran 95;
- Зневаджувач DBX, який працює як з сирцевим кодом, так і в режимі реального часу з уже відкомпільованим кодом;
- Sun Performance Library — набір високопродуктивних математичних бібліотек;
- Пакет для аналізу та підтримки коду (Analysis Suite):
  - Performance Analyzer — продукт для виявлення «вузьких місць» як у продуктивності програм, так і при взаємодії з операційною системою. Крім підтримки заявлених для Solaris Studio мов C/C++ та Fortran, цей аналізатор також підтримує Java-програми;
  - Code Analyzer — аналізатор коду, автоматично знаходить найзагальніші помилки написання програм і витоку пам'яті;
  - Thread Analyzer — локалізує типові помилки, що виникають при багатонитевому програмуванні і в застосунках, написаних для багатоядерних процесорів;
  - Dlight — система візуального профілювання, як для програм, так і для ОС (підтримується лише Solaris), що базується на використанні системи динамічного трасування DTrace.
- Oracle Solaris Studio IDE — інтегроване середовище розробки, створене на базі NetBeans.

## Виноски
1. ↑  https://blogs.oracle.com/solaris/http%3awwworaclecomtechnetworkserver-storagedeveloperstudiooverviewindexhtml
2. ↑  Oracle gooses Studio compilers for Solaris, Linux. Архів оригіналу за 4 січня 2012. Процитовано 20 грудня 2011.
3. ↑  -products-map-075562.html Sun Software Products Map